# Естествено тисово находище в местността Извора
Естествено тисово находище в местността Извора е защитена местност в Природен парк „Българка“. Намира се в местността Извора, Габровско и заема около 0,6 ха.
Уникалният триетажен хабитат представлява вековна букова гора, с разпръснати единични дървета ела и планински явор и подлес от тис и лавровишня.
Богатата тревна покривка (власатка, гълъбови очички, лазаркиня, светлика), представители на българските орхидеи и 14 вида мъх оформят уникален хабитат с консервационна значимост.